# 静岡県道174号富士停車場線
静岡県道174号富士停車場線（しずおかけんどう174ごう ふじていしゃじょうせん）は、静岡県富士市内を通る一般県道である。

## 概要

### 路線データ
- 起点：富士停車場（静岡県富士市本町）
- 終点：静岡県富士市川成島（国道1号交点）

## 沿革
- 1971年（昭和46年）9月25日 - 認定[1]

## 地理

### 通過する自治体
- 静岡県富士市

### 接続する道路
- 静岡県道175号鷹岡富士停車場線・静岡県道181号富士停車場伝法線（起点：富士駅西交差点）
- 国道1号（富士由比バイパス）（終点：宮島東交差点）

### 周辺
- JR東海道本線・身延線 富士駅
- JR東海道新幹線 新富士駅
- 日本年金機構 富士年金事務所
- 静岡県富士見中学校・高等学校
- 富士市立田子浦中学校
- 富士市立田子浦小学校
- 富士市立富士第二小学校
- 日本製紙 富士工場（富士製造部）
- 東芝キヤリア 富士事業所
- ヤマダ電機 テックランド富士店
- ニトリ 富士店
- イオン富士南ショッピングセンター
  - マックスバリュ 富士南店
- マックスバリュエクスプレス 富士川成新町店
- エスポット 新富士駅南店
- クリエイトエス・ディー 富士水戸島店